# Ставкірка (Геддал)
Ставкірка в Геддалі (норв. Heddal stavkirke) — найбільша зі збережених  каркасних церков, так званих ставкірок. Рік побудови точно невідомий; за припущеннями вчених церква була побудована не пізніше початку XIII століття. У церкві зберігся  рунічний напис, який повідомляє, що в 1242 році церква була освячена іменем Діви Марії. При будівництві використовували високоякісну деревину, тож зараз будівля церкви все ще містить близько третини деревини, використаної при будівництві в XIII столітті. Зовні церква покрита  дьогтем, дьоготь регулярно оновлюється. Для поновлення дьогтю на даху запрошуються  промислові альпіністи.

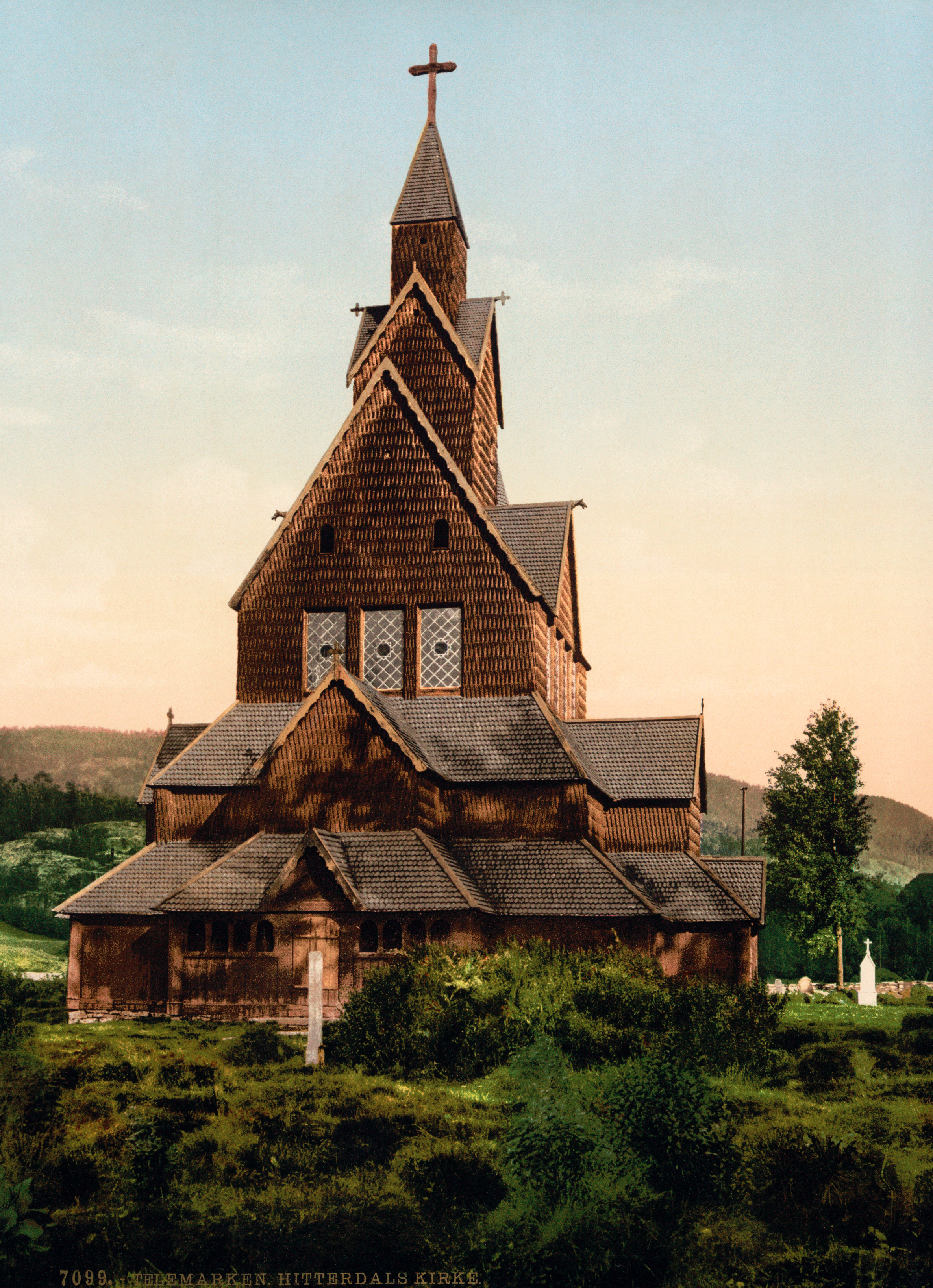
Дерев'яна церква в Хеддалі, фото десь між 1890 і 1900 рр..

Церква багаторазово перебудовувалася і реконструювалася. Остання велика реконструкція проводилася в 1952—1954 роках, коли церкві повернули вигляд, максимально близький до первинного.
Інтер'єр також багаторазово змінювався. Вівтар був виконаний в 1667 році невідомим художником, настінні розписи — в 1668 році, частково відкриті настінні розписи 1300 року.
До 1537 року церква була римсько-католицькою, нині вона лютеранська. Богослужіння відбуваються раз на тиждень, у неділю, але для доступу відвідувачів церква відкрита щодня. До 1850 року на церкві висіли дзвони, потім вони були переміщені на спеціально побудовану дзвіницю. Найстаріший зі збережених дзвонів був виготовлений в Амстердамі в 1647 році.

## Галерея

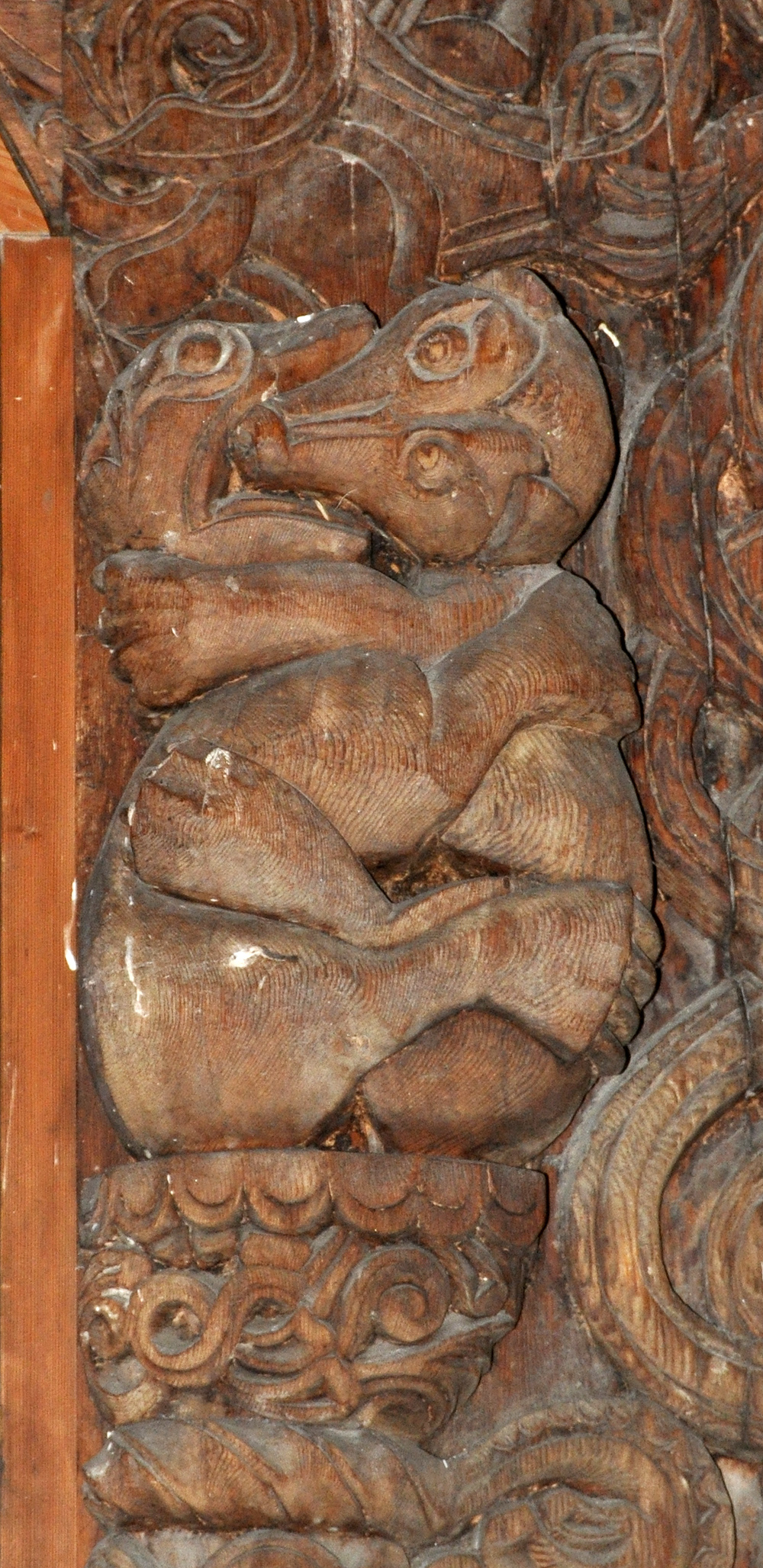
Статуї західного порталу
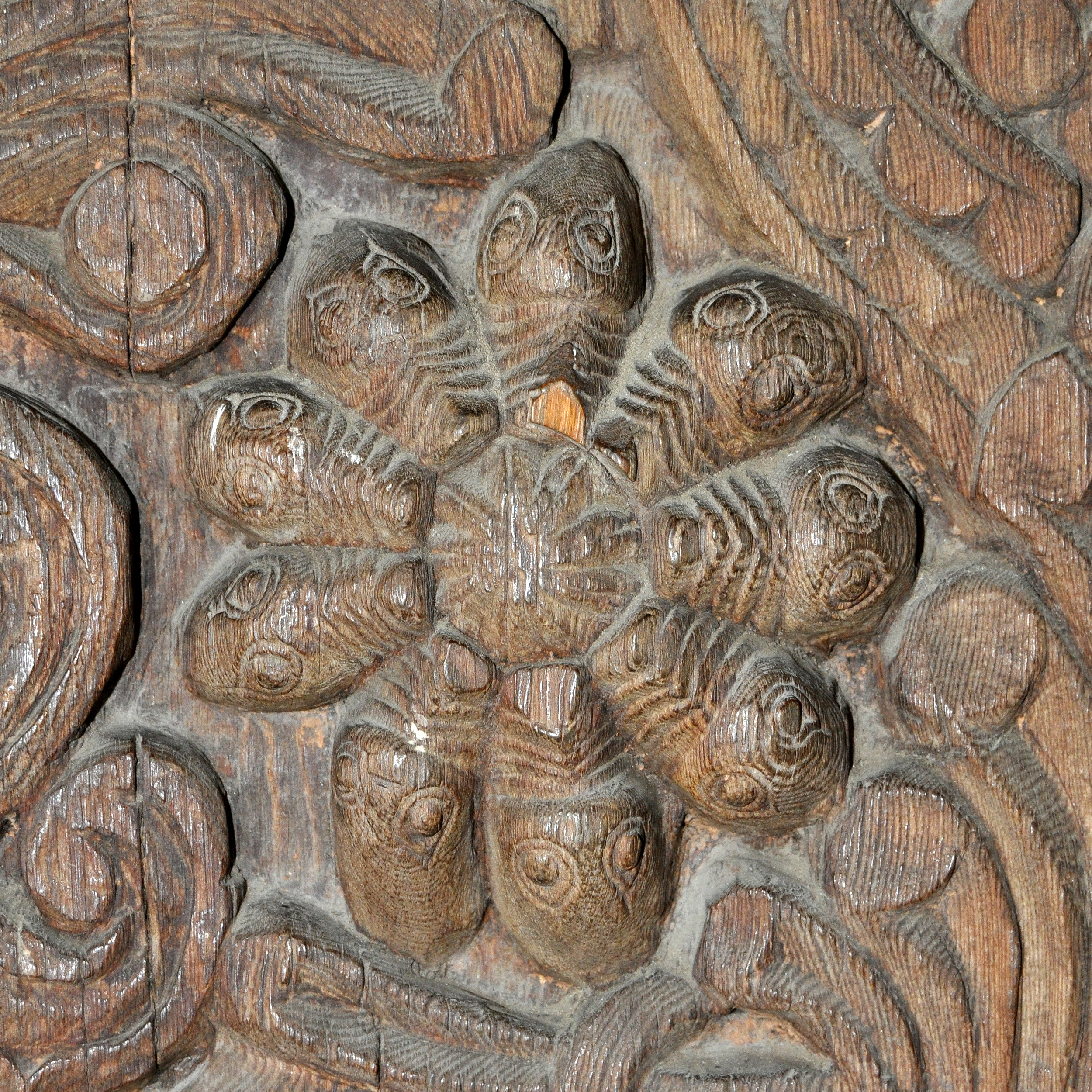
Орнаменти західного порталу
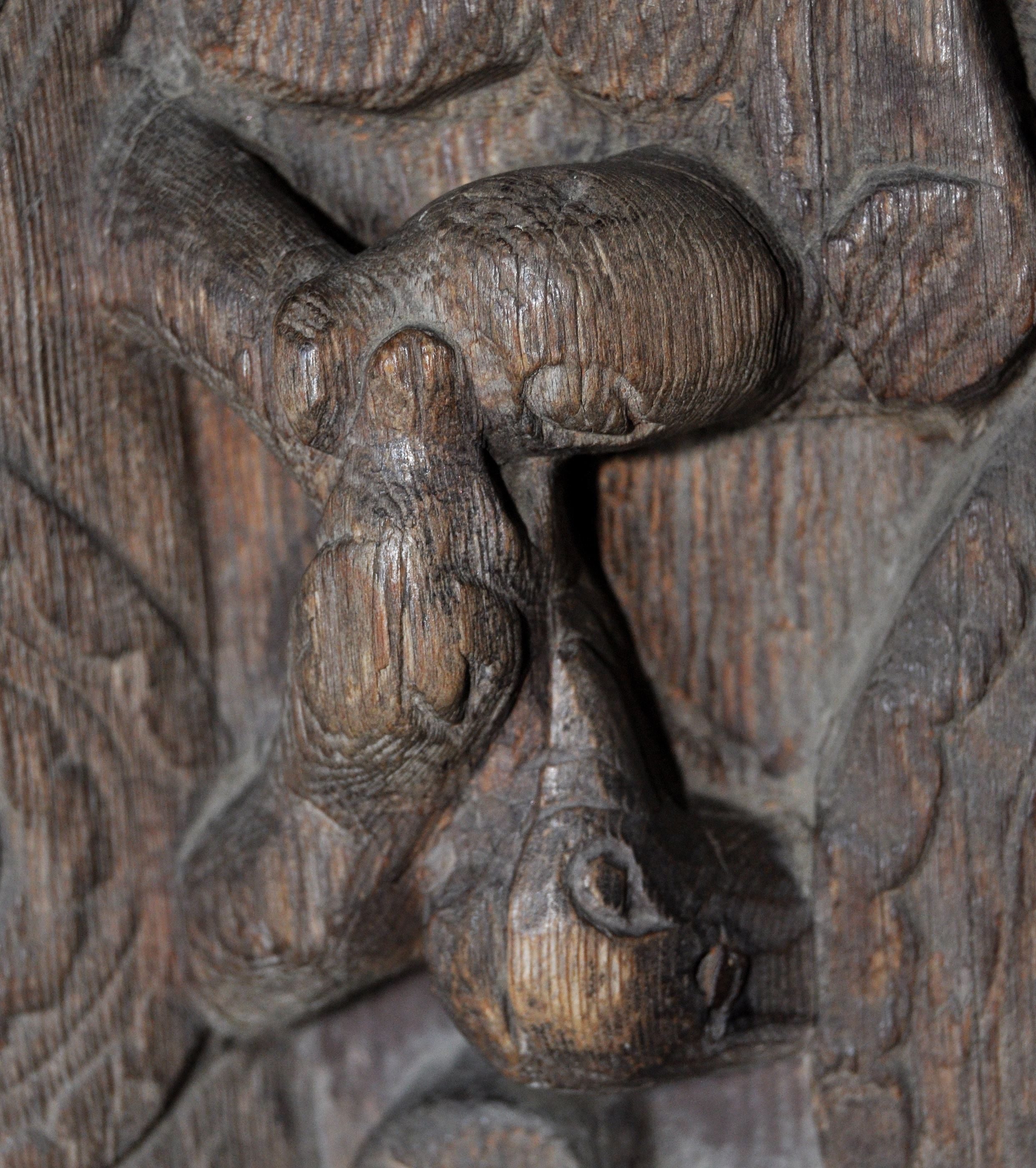
Орнаменти західного порталу
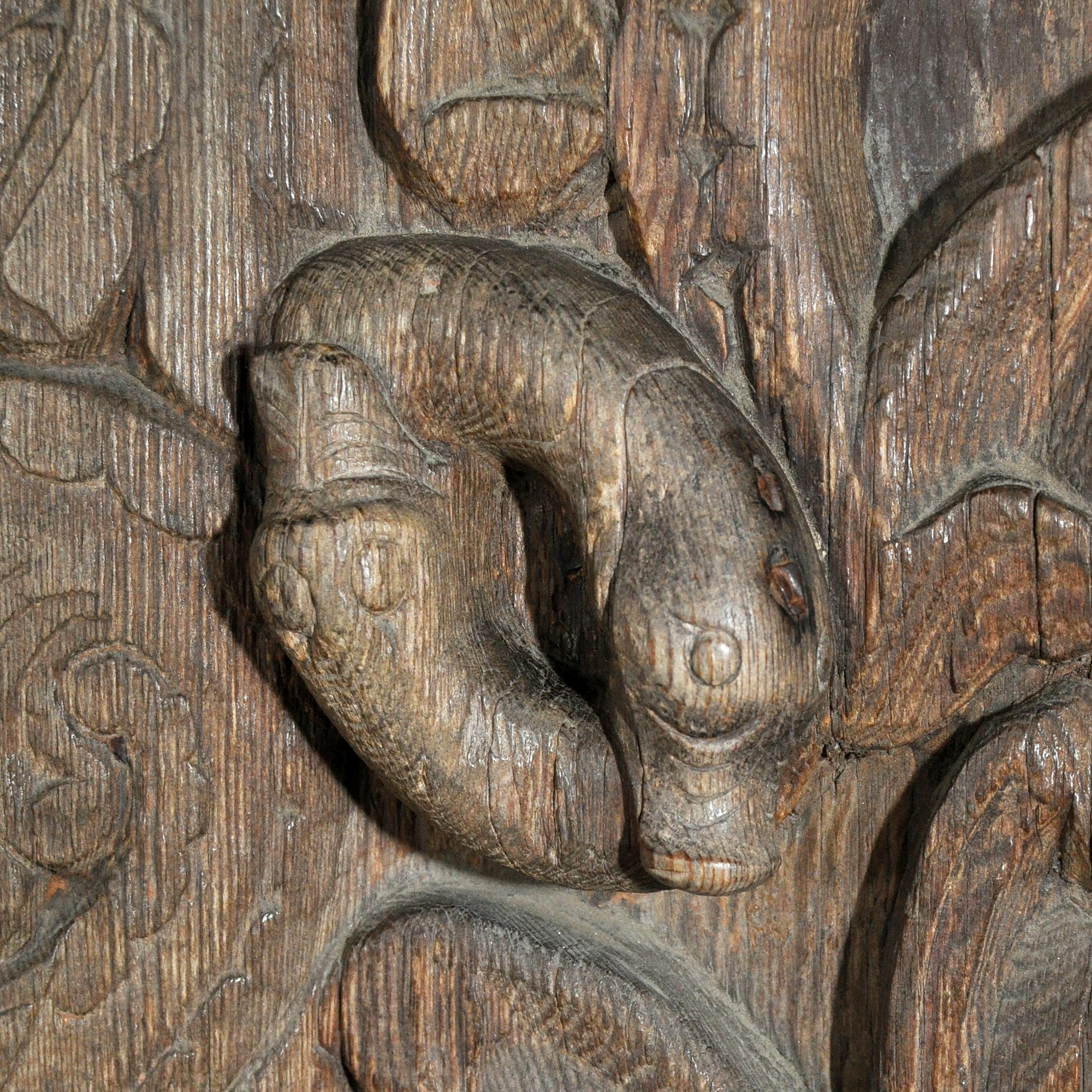
Орнаменти західного порталу